# Podbradec
Podbradec je vesnice, část obce Mšené-lázně v okrese Litoměřice. Nachází se 5 km na západ od Mšeného. V roce 2009 zde bylo evidováno 96 adres. V roce 2011 zde trvale žilo 117 obyvatel.
Podbradec je také název katastrálního území o rozloze 5,4 km2.

## Historie
Nejstarší písemná zmínka pochází z roku 1392.

## Obyvatelstvo
|           | 1869 | 1880 | 1890 | 1900 | 1910 | 1921 | 1930 | 1950 | 1961 | 1970 | 1980 | 1991 | 2001 | 2011 |
| --------- | ---- | ---- | ---- | ---- | ---- | ---- | ---- | ---- | ---- | ---- | ---- | ---- | ---- | ---- |
| Obyvatelé | 358  | 406  | 419  | 419  | 399  | 383  | 356  | 252  | 249  | 198  | 181  | 139  | 126  | 117  |
| Domy      | 69   | 73   | 79   | 84   | 86   | 85   | 92   | 95   | 78   | 66   | 65   | 78   | 79   | 82   |

Narodil se tu Antonín Zázvorka (1866–1937), sedlák a agrární politik, na počátku 20. století poslanec Českého zemského sněmu a Říšské rady (po určitou dobu místopředseda Říšské rady).

## Pamětihodnosti
- Kostel svatého Floriána v středu vsi
- Pomník padlých nebo nezvěstných legionářů (vedle kostela sv. Floriána)

## Další fotografie

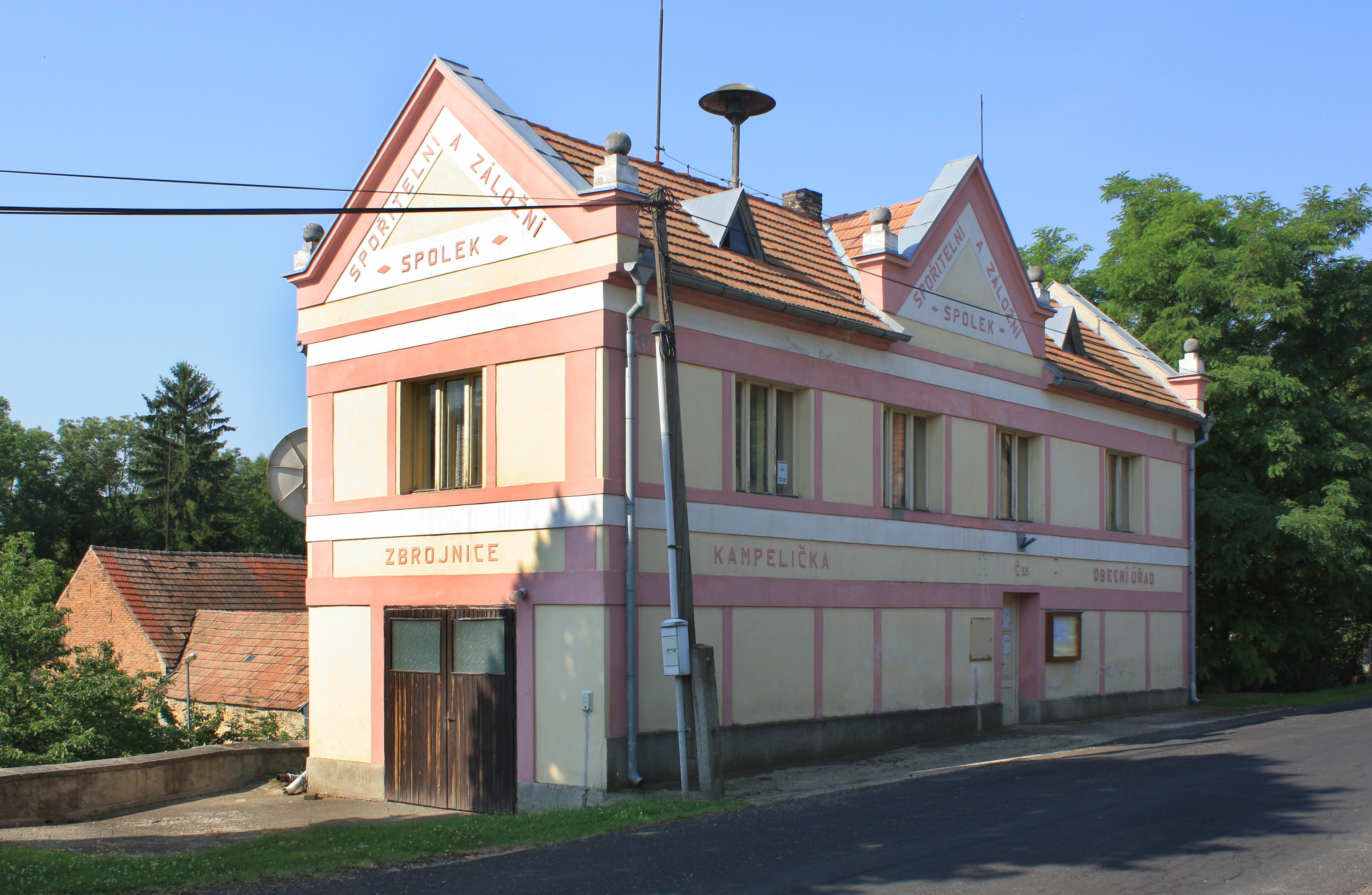
Bývalý obecní úřad a kampelička
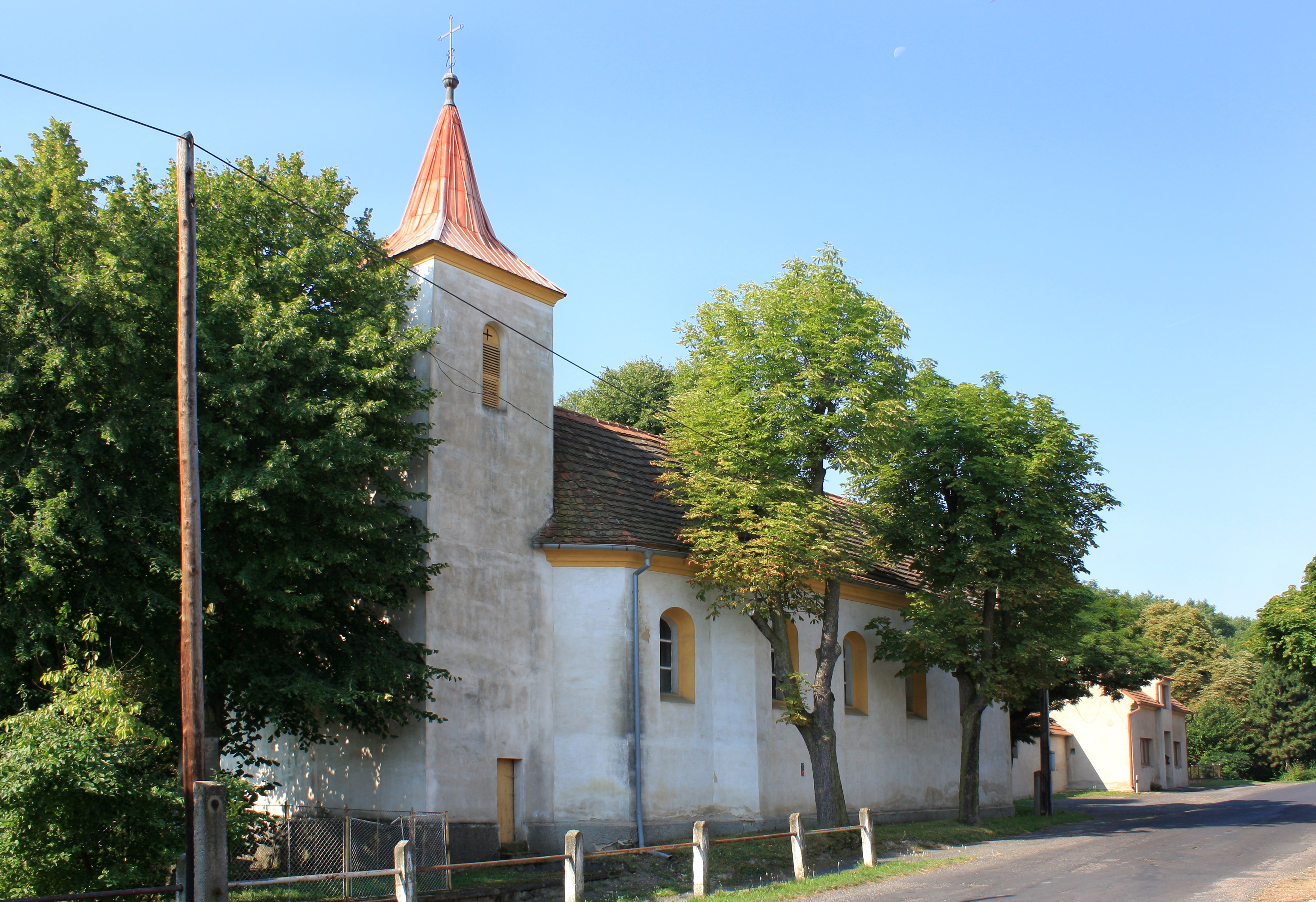
Kostel sv. Floriána
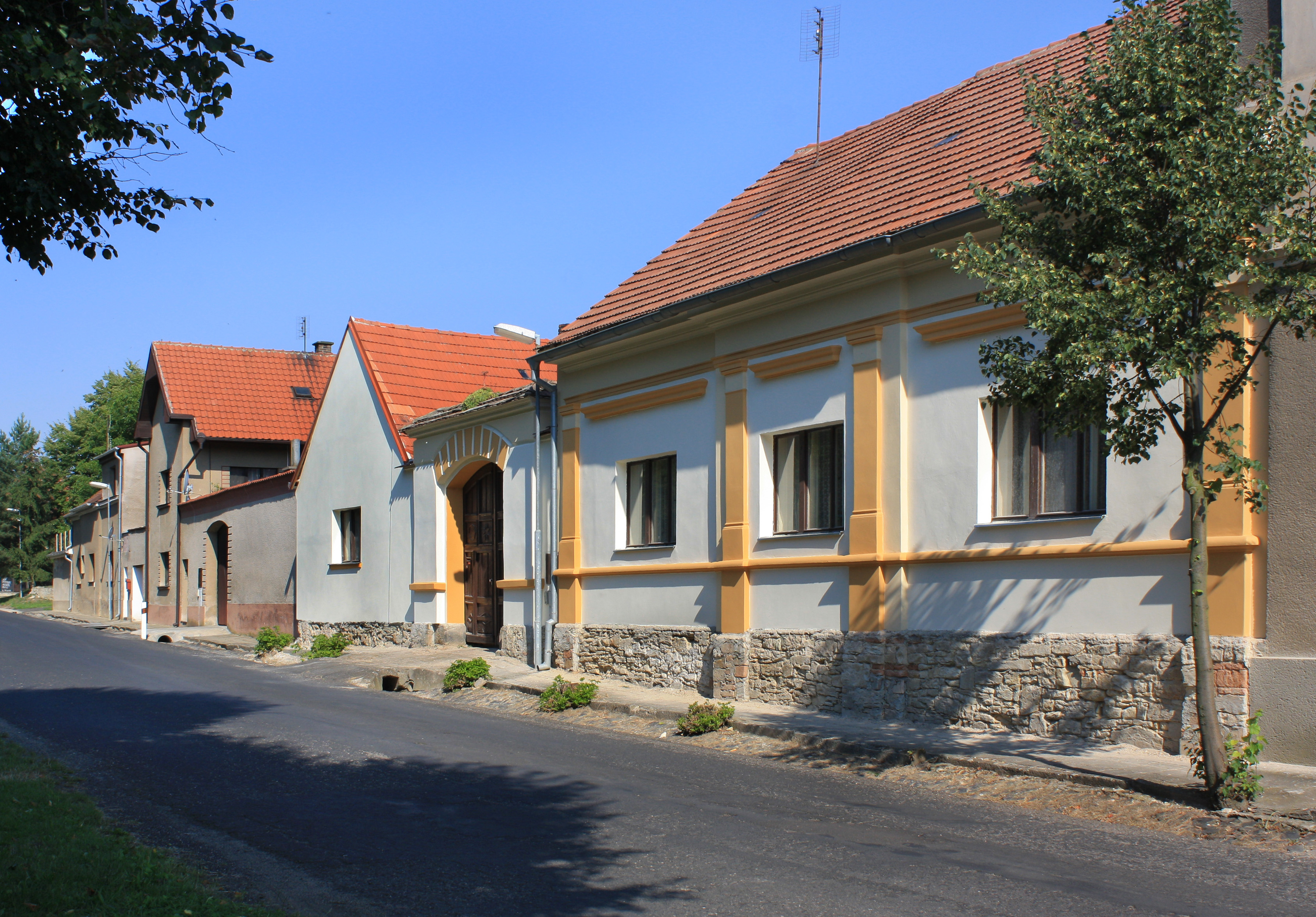
Domky ve středu vesnice